# Chiluage
Chiluage é uma vila e comuna angolana que se localiza na província da Lunda Sul, pertencente ao município de Muconda.
A vila é o término da importante rodovia EN-230.